# José Zúñiga
José Zúñiga (Tegucigalpa, 1º aprile 1965) è un attore honduregno naturalizzato statunitense.

## Biografia
Zúñiga, nato in Honduras, è noto al pubblico per i ruoli ricoperti in Alive - Sopravvissuti, Ransom - Il riscatto, Con Air, Fresh, Crooklyn, Prossima fermata Wonderland e Twilight. È apparso anche in molte serie televisive, tra le quali 24, Prison Break, Law & Order, The O.C., NCIS, CSI - Scena del crimine, CSI: Miami, Bones, Dexter e Medium.

## Filmografia parziale

### Cinema
- Alive - Sopravvissuti (Alive), regia di Frank Marshall (1993)
- Crooklyn, regia di Spike Lee (1994)
- Fresh, regia di Boaz Yakin (1994)
- Sonny & Pepper - Due irresistibili cowboy, regia di Gregg Champion (1994)
- Smoke, regia di Wayne Wang (1995)
- Money Train, regia di Joseph Ruben (1995)
- Blue in the Face, regia di Paul Auster (1995)
- Stonewall, regia di Nigel Finch (1995)
- Striptease, regia di Andrew Bergman (1996)
- Ransom - Il riscatto (Ransom), regia di Ron Howard (1996)
- Hurricane Streets, regia di Morgan J. Freeman (1997)
- Con Air, regia di Simon West (1997)
- Prossima fermata Wonderland (Next Stop Wonderland), regia di Brad Anderson (1998)
- Gun Shy - Un revolver in analisi (Gun Shy), regia di Eric Blakeney (2000)
- The Opportunists, regia di Myles Connell (2000)
- I soliti amici (The Crew), regia di Michael Dinner (2000)
- Happy Accidents, regia di Brad Anderson (2000)
- The Hunted - La preda (The Hunted), regia di William Friedkin (2003)
- Constantine, regia di Francis Lawrence (2005)
- The Alibi, regia di Kurt Mattila (2006)
- Mission: Impossible III, regia di J. J. Abrams (2006)
- Undoing, regia di Chris Chan Lee (2006)
- Tortilla Heaven, regia di Judy Hecht Dumontet (2007)
- Next, regia di Lee Tamahori (2007)
- Twilight, regia di Catherine Hardwicke (2008)
- The Chaperone - In gita per caso (The Chaperone), regia di Stephen Herek (2011)
- Eye of the Hurricane, regia di Jesse Wolf (2012)
- The Forger, regia di Lawrence Roeck (2012)
- The Call, regia di Brad Anderson (2013)
- Victor, regia di Brandon Dickerson (2014)
- Mary Loss of Soul, regia di Jennifer B. White (2014)
- Il duello - By Way of Helena (The Duel), regia di Kieran Darcy-Smith (2016)
- La torre nera (The Dark Tower), regia di Nikolaj Arcel (2017)
- Sound of Freedom - Il canto della libertà (Sound of Freedom), regia di Alejandro Monteverde (2023)
- Ops! È già Natale (A Sudden Case of Christmas), regia di Peter Chelsom (2024)
- La lista dei miei desideri (The Life List), regia di Adam Brooks (2025)

### Televisione
- New York Undercover – serie TV, 5 episodi (1994-1996)
- Nothing Sacred – serie TV, 20 episodi (1997-1998)
- Sins of the City – serie TV, 9 episodi (1998)
- For Love or Country: The Arturo Sandoval Story, regia di Joseph Sargent – film TV (2000)
- La vera storia di Biancaneve (Snow White: The Fairest of Them All), regia di Caroline Thompson – film TV (2001)
- Così è la vita (That's Life) – serie TV, 5 episodi (2001-2002)
- E.R. - Medici in prima linea (ER) – serie TV, 2 episodi (2004)
- CSI - Scena del crimine (CSI: Crime Scene Investigation) – serie TV, 12 episodi (2004-2010)
- Alias – serie TV, 3 episodi (2005)
- The Shield – serie TV, 3 episodi (2005)
- Bones – serie TV, 2 episodi (2005)
- Prison Break – serie TV, 2 episodi (2006)
- The O.C. – serie TV, 3 episodi (2006-2007)
- NCIS - Unità anticrimine (NCIS) – serie TV, episodio 5x10 (2007)
- CSI: Miami – serie TV, 3 episodi (2003-2008)
- Saving Grace – serie TV, 2 episodi (2007-2008)
- Ghost Whisperer - Presenze (Ghost Whisperer) – serie TV, 3 episodi (2008-2010)
- Grey's Anatomy – serie TV, episodio 5x20 (2009)
- Lie to Me – serie TV, episodio 2x03 (2009)
- Castle - serie TV, episodio 2x15 (2010)
- Off the Map – serie TV, 2 episodi (2010)
- The Event – serie TV, 8 episodi (2010-2011)
- Suits – serie TV , episodio 1x05 (2011)
- Dr. House - Medical Division (House, M.D.) – serie TV, episodio 8x13 (2012)
- Desperate Housewives – serie TV, 3 episodi (2012)
- Taxi Brooklyn – serie TV, 12 episodi (2014)
- The Last Ship – serie TV, 1 episodio (2014)
- The Night Shift – serie TV, 1 episodio (2015)
- Le regole del delitto perfetto (How to Get Away with Murder) – serie TV, 1 episodio (2015)
- Agents of S.H.I.E.L.D. – serie TV, 5 episodi (2016)
- Shooter – serie TV, 2 episodi (2016-2017)
- Snowfall – serie TV, 7 episodi (2017)
- New Amsterdam – serie TV, episodio 1x05 (2018)
- American Crime Story – serie TV, 3 episodi (2018)
- Narcos: Messico – serie TV, 6 episodi (2021)
- Westworld - Dove tutto è concesso (Westworld) – serie TV, episodio 4x02 (2022)
- True Lies – serie TV, episodio 1x10 (2023)

## Doppiatori italiani
Nelle versioni in italiano delle opere in cui ha recitato, José Zúñiga è stato doppiato da:
- Enrico Di Troia in Smoke, Con Air, Bones, Mission Impossible III, Scorpion, Criminal Minds, La Torre Nera, Hawaii Five-0
- Franco Mannella in Constantine, Twilight, The Call, Castle, Body of Proof, The Expanse, La lista dei miei desideri
- Pasquale Anselmo in Law & Order - I due volti della giustizia (ep. 15x08), Prison Break, Dr. House - Medical Division, Westworld - Dove tutto è concesso, Snowfall
- Francesco Prando in Law & Order - I due volti della giustizia (ep. 9x03), La vera storia di Biancaneve, Ops! È già Natale
- Fabio Boccanera in Striptease, Griselda
- Alberto Angrisano in NCIS - Unità anticrimine, Taxi Brooklyn
- Antonio Palumbo in Desperate Housewives, Chicago P.D.
- Eugenio Marinelli in Lie To Me, Burn Notice - Duro a morire
- Sergio Lucchetti in Code Black, True Lies
- Mauro Gravina in Stonewall
- Massimo Rossi in Law & Order - I due volti della giustizia (ep. 3x05)
- Vittorio Guerrieri in Prossima fermata Wonderland
- Francesco Pannofino in Gun Shy - Un revolver in analisi
- Massimo De Ambrosis in The Opportunists
- Riccardo Rossi in The Hunted - La preda
- Stefano Mondini in CSI: Miami (ep. 1x17)
- Luca Biagini in CSI: Miami (ep. 6x21, 7x01)
- Guido Sagliocca in CSI - Scena del Crimine
- Alberto Bognanni in 24
- Gaetano Varcasia in The O.C.
- Roberto Certomà in The Shield
- Andrea Lavagnino in Dexter
- Edoardo Stoppacciaro in Next
- Gino La Monica in Numb3rs
- Guido Di Naccio in Ghost Whisperer - Presenze (ep. 3x12)
- Sergio Di Giulio in Ghost Whisperer - Presenze (ep. 5x10, 5x15)
- Riccardo Lombardo in Nip/Tuck
- Gianluca Machelli in Grey's Anatomy
- Giorgio Bonino in Law & Order: Criminal Intent
- Luigi Ferraro in Suits
- Oliviero Corbetta in Scandal
- Francesco De Francesco in Person of Interest
- Roberto Stocchi in The Last Ship
- Fabrizio Pucci in Agents of S.H.I.E.L.D.
- Maurizio Fiorentini in Le regole del delitto perfetto
- Dario Oppido in Narcos: Messico
- Luca Ghignone in The Rookie
- Alessandro Messina in Shooter
- Paolo Marchese in New Amsterdam
- Alessandro Budroni in American Crime Story
- Emiliano Reggente in Sound of Freedom - Il canto della libertà